# Protocollo di comunicazione
Un protocollo di comunicazione, in informatica, è un insieme di regole formalmente descritte che definiscono le modalità di comunicazione tra due o più entità. Ogni protocollo è progettato con precisi compiti e finalità, a seconda delle entità interessate e del mezzo di comunicazione. Se le due entità sono remote, si parla di protocollo di rete .

## Protocolli di rete
Certi protocolli, di rilevanza strategica internazionale, sono gestiti da organismi quali il World Wide Web Consortium (abbreviato W3C), oltre che da organismi internazionali per gli standard, come l'ISO. Di seguito si citano i protocolli più usati:
- Hypertext Transfer Protocol (HTTP e HTTPS), principale sistema per la trasmissione di informazioni sul Web;
- Transmission Control Protocol (TCP), uno dei principali protocolli Internet su cui si appoggiano gran parte delle applicazioni web;
- User Datagram Protocol (UDP), usato di solito in combinazione con il protocollo IP;
- Internet Protocol (IP), un protocollo di rete a pacchetto.

Esistono tuttavia anche protocolli non standardizzati ovvero di tipo proprietario, tipicamente adibiti a funzionalità di tecnologie altrettanto proprietarie.